# 薩斯喀徹溫省里賈納聖殿
薩斯喀徹溫里賈納聖殿（英語：Regina Saskatchewan Temple）是耶穌基督後期聖徒教會的第65座聖殿。它位於瓦斯卡納溪（Wascana Creek）的東里賈納，靠近里賈納大學，但遠離加拿大薩斯喀徹溫省里賈納的市中心。
2020年，由於冠状病毒大流行，教會关闭了萨斯喀彻温里賈納聖殿。